# My World 2.0
My World 2.0 (укр. Мій світ 2.0) — дебютний студійний альбом канадського співака і автора пісень Джастіна Бібера. Альбом вийшов 19 березня 2010 року на лейблі Island Records. Він вважається другою частиною проєкту з двох альбомів, першою з яких став його дебютний міні-альбом My World (2009). Після підписання контракту зі студією звукозапису, в світлі його зростаючої популярності на YouTube, Бібер працював зі своїм наставником Ашером, а також продюсерами Трікі Стюартом, The-Dream і Midi Mafia. Альбом записаний у тому ж стилі, що й My World, поєднуючи такі жанри, як поп та R&B з елементами експериментального хіп-хопу. Лірично, альбом торкається тем підліткової романтики та проблем перехідного віку.
Після випуску, My World 2.0 отримав в цілому позитивні відгуки від музичних критиків, які похвалили альбом. Він дебютував на першій сходинці американського чарту Billboard 200, із продажами у 283.000 примірників за перший тиждень. Таким чином, Бібер став наймолодшим співаком, який очолив цей хіт-парад, відтоді як Стіві Вандер посів першу сходинку чарту у 1963 році. Тоді, коли My World посів п'яту сходинку чарту того ж тижня, Бібер став першим артистом, який зайняв дві сходинки у першій п'ятірці хіт-параду, відтоді як це вдалося Неллі у 2004 році. На другий тиждень після релізу, альбом став продаватися ще активніше, ставши першим після альбому The Beatles 1, що дебютував на вершині чарту і продажі якого на другому тижні після випуску перевищили продажі за перший тиждень. Він також став другим поспіль альбом Бібера, що посів першу сходинку чарту в Канаді, а другого тижня після релізу альбом очолив чарти Ірландії, Австралії та Нової Зеландії. Він також увійшов у перші десятки чартів п'ятнадцяти інших країн. На підтримку альбому Бібер вирушив у свій перший світовий концертний тур My World Tour.
Виходу альбому передував реліз провідного синглу «Baby» за участі Ludacris, який вийшов 18 січня 2010 року, а також реліз двох цифрових синглів «Never Let You Go» 2 березня 2010 року та «U Smile» 16 березня 2010 року. Сингл «Somebody to Love» вийшов на радіо як другий сингл альбому 20 квітня 2010 року, а «U Smile» вийшов на радіо як третій сингл альбому 24 серпня 2010 року. Альбом був номіновано на премію Греммі як Найкращий вокальний поп-альбом на церемонії 2011 року.

## Створення та композиція
У 2009 році в інтерв'ю журналу Billboard на Z100 Jingle Ball, Бібер пояснив, що має намір розділити свій дебютний реліз на дві частини — My World і My World 2.0. Бібер сказав, що люди не хочуть чекати «понад півтора року» на нову музику, і було вирішено, що найкраще випустити перший реліз частинами. В інтерв'ю Houston Chronicle Бібер заявив: «Я хотів зробити те, що було трохи більш в стилі R&B, і це могло б торкнутись всіх. Я просто хотів показати свої вокальні здібності.» У інтерв'ю для Нью-Йорк таймс Бібер зазначив, що більша частина створення альбому проходила в Атланті, і підтвердив співпрацю з Трікі Стюартою і The-Dream. Бібер сказав, що він сподівається, що альбом буде набагато кращим, якщо врахувати, що My World був його першою роботою в студії, сказавши, що він був «востаннє альбомним новобранцем, оскільки це була робота протягом першого його [творчого] року».
Джастін Бібер про зміну тем пісень та про пісню "Where Are You Now"
Альбом називали «більш гострим і більш зрілим», ніж його попередник. Сара Андерсон з AOL Music зазначила, що «його другокурсний реліз також демонструє поєднання поп і хіп-хоп доріжок». Альбом також розповідає про «вінтажні тін-поп-теми», але звучить як «зразок баблгаму 2010-х». Його також називали «привабливим, піднесеним і мрійливим», що нагадує «ударні танцювальні хіти». Змістовно, пісні альбому це «вимушені драматичні стосунки підлітків з оточуючими і зі світом». Джоді Розен з Rolling Stone зауважив, що «Допоки буде рок-н-рол, будуть такі симпатичні співаки, як Бібер, які пропонують легке уявлення про підліткові таємниці та душевний біль: пісні наповнені романтикою, але перш за все, вільною від сексу.»
Провідний сингл альбому «Baby», який Rolling Stone називає «свідомо створеним зворотнім зв'язком», звучить як музика п'ятдесятих років та ду-воп під впливом хіп-хопу. Змістовно, пісня розповідає про розставання з першим коханням у таких рядках, як «And I wanna play it cool/But I'm losin' you…/I'm in pieces/Baby fix me….» (укр. Я хочу здаватися спокійним/Але я втрачаю тебе…/Я розбитий на шматки/Крихітко, збери мене…"). Моніка Еррера з Billboard заявила, що «Somebody to Love» та «Eenie Meenie» були «написані для [радіоформату] Top 40». «Somebody to Love» містить впливи європейської музики, зокрема, євроденсу та євродиско, і є «щирим благанням до другої половинки». «Eenie Meenie» називають «витонченим регатоном», що має згадки дитячих віршів. Дві композицій альбому «Runaway Love» та «U Smile» містять звичне для Motown звучання, і критики стверджують, що композиції виходять за вікові межі Бібера. Першу з них порівнювали з роботами Майкла Джексона та The Jackson 5 під впливом фанку та диско. Пісню було називано «соковитою» і «прогулянковою», і такою, що створює літній настрій. Джон Караманіка з Нью-Йорк таймс відзначив, що «Runaway Love» стала «виграшною сумішшю» New Edition та «Policy of Truth» гурту Depeche Mode. В той же час, «пронизливий грув» пісні, за деякими повідомленнями, нагадує пісні Джанет Джексон «Runaway» і Джастіна Тімберлейка «Rock Your Body». Останній сингл «U Smile», який порівнювали з Hall & Oates, має «блюзове» сприйняття, і використовує такі метафори, як «You are my ends and my means/With you there's no in between» (укр. Ти мій результат і моє багатство/З тобою немає нічого посереднього).
Енді Келман з AllMusic зазначив, що балади альбому можна вважати дорослими та сучасними якщо «співак відповідатиме їм віком». Балади альбому, такі як «Never Let You Go» та «Stuck in the Moment», є міксами «закоханих текстів з великими, привабливими приспівами». Щодо попередньої пісні було відзначено, що вона містить різні загальні риси пісні Кріса Брауна «Forever», в той час як остання відсилає до приречених пар, таких як Ромео і Джульєтта, Бонні та Клайд і Сонні та Шер. У «That Should Be Me», «сльозливій баладі», Бібер «грає покинутого колишнього», зі словами: «Did you forget all the plans that you made with me?» (укр. Чи ти забула всі ті плани, що ми з тобою будували?). Текст пісні «Up», в якій Бібер співає про любов, робить його невразливим, коли він співає про те, як стосунки можуть лише покращитись, з явними перебільшеними, такими як «We'll take it to the sky/Past the moon/Through the galaxies» (укр. Ми заберемо наше кохання на небо/Повз Місяць/Крізь галактики). Бонус-трек Walmart «Where Are You Now» продовжує тему підняту в пісні «Down to Earth» міні-альбому My World, зосереджуючись на почуттях Бібера після розлучення батьків.

## Сингли
«Baby» за участі Ludacris вийшла як провідний сингл альбому 18 січня 2010 року, і міцно закріпилася в ротації радіо-форматів mainstream та rhythmic. Пісня мала рекордний успіх для Бібера, посівши 3 та 5 сходинки чартів Канади та Сполучених Штатах відповідно, і увійшла до перших десяток музичних хіт-парадів п'яти інших країн.
«Somebody to Love» була представлена в ефірі радіо-форматів mainstream та rhythmic, як другий сингл альбому 20 квітня 2010 року. Він потрапив до першої двадцятки в чартах більшості країн.
«U Smile» спочатку вийшов як другий цифровий сингл для радіо-формату mainstream 24 серпня 2010 року, а як повноцінний третій сингл альбому — 6 вересня 2010 року. Сингл сягнув 17 та 21 сходинок у чартах Канади та США, відповідно. Завдяки значним цифровим завантаженням він також зайняв 98 позицію у хіт-параді Великої Британії.
«Never Let You Go» вийшов першим суто цифровим синглом альбому 2 березня 2010 року. Він дебютував на 14 та 21 сходинках у чартах Канади та США, відповідно. Кліп на пісню було знято на курорті Atlantis на Багамах. Вважалося, що це другий сингл альбому, але щодо цього були суперечки, оскільки «Somebody to Love» представили на радіо як другий сингл.

## Просування
Як і у випадку з My World, Бібер продовжував виступати на радіо, окрім інших виступів. 5 березня 2010 року Бібер виступив у Берліні на Dome 53. У Великій Британії він брав участь у ток-шоу Alan Carr: Chatty Man, на ранковому телешоу GMTV, а також у шоу Наживо з П'ятої Студії. 9 березня Бібер виконав кілька пісень з My World та My World 2.0 в ефірі програми «Q Sessions» телеканалу QVC, коли в мережі стартували продажі його альбому. Він та Селена Гомес виступили на концерті в Houston Rodeo 21 березня. Бібер також з'явився в програмі Nightline телеканалу ABC і дав інтерв'ю Кеті Коурич з CBS News. Він також виступив на ток-шоу The View 23 березня та з'явився в епізоді шоу 24 березня, а також виступив на 106 & Park телеканалу BET і Пізньому шоу з Девідом Леттерманом. Бібер продовжував тримати актуальною тему альбому, зокрема виступив на церемонії нагородження Kids' Choice Awards 2010 27 березня 2010 року та у квітні став музичним гостем програми Суботнього вечора в прямому ефірі. Бібер також представив альбом на Шоу Опри Вінфрі 11 травня 2010 року, і виступив в ефірі реаліті-шоу American Idol. Бібер продовжував просувати альбом, взявши участь у шоу The Today Show 4 червня 2010 року та 19 червня у «MuchMusic Awards».

## Реакції критиків
My World 2.0 отримав середню оцінку 68 зі 100 від сервісу Metacritic. Енді Келман з AllMusic оцінив альбом на чотири зірочки з п'яти, відзначивши альбом за його «оптимістичні поп-пісні з R&B-присмаком» разом з баладами Бібера, які «можна назвати дорослими та сучасними, якщо співак відповідатиме їм віком». Він також похвалив денс-поп-пісні, назвавши їх «світлом, що зупиняється у вухах», і що «тема нерозділеного кохання відчувається що звучить досить глибоко; балади мають всі необхідні нам підказки про драматичних закоханих підлітків, що йдуть наперекір світу». Лія Грінблатт з Entertainment Weekly дала альбому рейтинг «B», зазначивши, що «навряд чи [альбом] вплине на дорослих, які не перебувають у радіусі прямого вибуху цільового діапазону Бібера», проте вона високо оцінила його «R&B-свеґ», який нагадав їй «ранніх Ашера і Джастіна Тімберлейка», разом із тим високо оцінивши пісню «U Smile» як «мерехтливий шматочок блакитноокого-соул-стилю гурту Hall & Oates» та, на завершення, додавши: «там, здається, справжній талант під усім цим волоссям».
Проте, оглядач Руді Клаппер виявила, що його продюсери «роблять для нього мало користі» та пояснила це так: «Майже кожна пісня вимагає певного призупинення віри завдяки тексту, але якщо хтось ігнорує те, що фіго*** Бібер блює у будь-якому місці My World 2.0, проявляючи себе переважно шматком нешкідливої поп-музики». Лука О'Ніл з Бостон глоуб критикував «переробку» музики різних стилів і написав у висновку до своєї рецензії таке: «чи буде хтось пам'ятати про цей альбом акуратного R&B, соулу та молодого попу за п'ять хвилин у майбутньому? Час покаже.» Джон Караманіка з Нью-Йорк таймс назвав альбом «збіркою люб'язних потрясінь відповідного віку з періодичними сплесками недоречної дорослості», але додав, що «біберова незграбність легко приглушилась продюсуванням — більш технологічним — яке, хоч і є менш амбіційним, ніж його дебютний міні-альбом, ще є досить ефективним». Rolling Stone дав альбому три зірочки з п'яти зірок і називав його «серйозним хорошим поп-альбомом, що торкається давніх тем тін-попу, але звучить, як типовий баблгам 2010-х».

## Трек-лист
Трек-лист опубліковано на офіційному вебсайті Бібер 26 лютого 2010 року.
| #     | Назва                                     | Автор                                                                            | Продюсер(и)                     | Тривалість |
| ----- | ----------------------------------------- | -------------------------------------------------------------------------------- | ------------------------------- | ---------- |
| 1.    | «Baby» (за участі Ludacris)               | Джастін Бібер Теріус Неш Крістофер Стюарт [en] Крістіна Міліан Крістофер Бріджес | Стюарт The-Dream                | 3:34       |
| 2.    | «Somebody to Love»                        | Джонатан Їп Джеремі Рівз Рей Ромул Хізер Брайт [en] Бібер                        | The Stereotypes                 | 3:40       |
| 3.    | «Stuck in the Moment»                     | Їп Рівз Ромул Ден Август Ріго Бібер Michael Ray Nguyen-Stevenson                 | The Stereotypes                 | 3:42       |
| 4.    | «U Smile»                                 | Джеррі Дюплессі [en] Арден Альтіно Ден Август Ріго [en] Бібер                    | Джеррі Дюплессі Альтіно (спів.) | 3:16       |
| 5.    | «Runaway Love»                            | Мелвін Гоф II Рівеліно Вутер Тімоті Томас Терон Томас Бібер                      | Mel & Mus                       | 3:32       |
| 6.    | «Never Let You Go»                        | Джонта Остін [en] Браян-Майкл Кокс [en] Бібер                                    | Кокс                            | 4:24       |
| 7.    | «Overboard» (за участі Джессіки Жаррель)  | Вейн Нюген Кевін Рісто Дапо Торіміро [en] Торіан Шропшир [en] Бібер              | Midi Mafia [en]                 | 4:11       |
| 8.    | «Eenie Meenie» (разом з Шоном Кінгстоном) | Бенні Бланко Кісеан Андерсон [en] The Jackie Boyz [en] Бібер Da Internz [en]     | Бланко                          | 3:22       |
| 9.    | «Up»                                      | Насрі Тоні Атве [en] Адам Мессінгер [en] Бібер                                   | The Messengers                  | 3:54       |
| 10.   | «That Should Be Me»                       | Атве Мессінгер Люк Бойд [en] Бібер                                               | The Messengers                  | 3:52       |
| 37:37 |                                           |                                                                                  |                                 |            |

| Бонусний трек iTunes Store | Бонусний трек iTunes Store | Бонусний трек iTunes Store                      | Бонусний трек iTunes Store      | Бонусний трек iTunes Store |
| #                          | Назва                      | Автор                                           | Продюсер(и)                     | Тривалість                 |
| -------------------------- | -------------------------- | ----------------------------------------------- | ------------------------------- | -------------------------- |
| 11.                        | «Kiss and Tell»            | The Runners Ріго The Monarch Карллі Ремзі Бібер | The Runners The Monarch (спів.) | 3:47                       |

| Бонусний трек Walmart і Австралії | Бонусний трек Walmart і Австралії | Бонусний трек Walmart і Австралії | Бонусний трек Walmart і Австралії | Бонусний трек Walmart і Австралії |
| #                                 | Назва                             | Автор                             | Продюсер(и)                       | Тривалість                        |
| --------------------------------- | --------------------------------- | --------------------------------- | --------------------------------- | --------------------------------- |
| 11.                               | «Where Are You Now?»              | Бібер                             | Кокс Бібер "Мама Ян" Сміт [en]    | 4:27                              |

| Бонусні треки Японського де-люкс видання | Бонусні треки Японського де-люкс видання | Бонусні треки Японського де-люкс видання | Бонусні треки Японського де-люкс видання | Бонусні треки Японського де-люкс видання |
| #                                        | Назва                                    | Автор                                    | Продюсер(и)                              | Тривалість                               |
| ---------------------------------------- | ---------------------------------------- | ---------------------------------------- | ---------------------------------------- | ---------------------------------------- |
| 11.                                      | «Kiss and Tell»                          | The Runners Ріго The Monarch Ремзі Бібер | The Runners The Monarch (спів.)          | 3:47                                     |
| 12.                                      | «Where Are You Now?»                     | Бібер                                    | Кокс Бібер Сміт Мікенс Бібер             | 4:27                                     |

## Автори
| - Раян Олдред — стиліст - Арден «Keyz» Алтіно — фортепіано, клавішні, продюсер (Трек 4) - К. Андерсон — композитор (Трек 8) - Зак Аткінсон — мистецький напрям, дизайн - Насрі Атве — композитор, бек-вокал, продюсер, оркестровка (Треки 9-10) - Джонта Остін — композитор (Трек 6) - Воррен Бабсон — інженер запису (Трек 4) - Бруно Бейц — гітара (Трек 4) - Метт Беклі — музичний редактор (Трек 8) - А.Дж. Бенсон — артисти і репертуар - Джастін Бібер — композитор, вокал (Всі Треки) - Бенні Бланко — композитор, ударні, клавішні, музичне програмування, продюсер, інженер (Трек 8) - Люк Бойд — композитор, бек-вокал (Трек 10) - The Jackie Boyz (Карлос і Стівен Бетті) — композитор, бек-вокал (Трек 8) - Скотт «Скутер» Браун — виконавчий продюсер - С. Бріджес — композитор (Трек 1) - Ліса Д. Брансон — артисти і репертуар - Дейв Клаус — інженер запису, асистент аудіо зведення (Трек 4) - Браян-Майкл Кокс — музичний продюсер, оркестровка (Трек 6) - Том Койн — освоєння - Бен Діфаско — гітара (Трек 4) - Dirty Swift — музичний продюсер, музичний інженер запису (Трек 7) - Джеррі Дюплессі — композитор, продюсер (Трек 4) - Пол Дж. Фальконе — додаткові клавішні (Трек 4) - Сербан Гейн — аудіо зведення (Трек 8) - Шані Гонзалес — артисти і репертуар - Енді Грассі — інженер запису (Трек 4) - Кук Гаррелл — вокальний інженер запису, вокальний продюсер (Всі Треки) - Тревіс Гаррінгтон — додатковий вокальний інженер запису (Всі Треки) - Крістофер Гікс — продюсер - Дарія Гінс — стиліст - Сем Голланд — інженер запису (Трек 8) - Мелвін Гоф II — композитор, оркестровка (Трек 5) - Джиммі Джеймс — асистент музичного редактора (Трек 8) - Джейкен Джошуа — аудіо зведення (Треки 1-2, 5) - Дуг Джосвік — дизайн упаковки - Шон Кінгстон — додатковий провідний вокал (Трек 8) - Кріс Краус — музичний інженер запису (Трек 7) - Джеремі «J Boogs» Левін — продакшн-координація (Трек 8) - Джанкарло Ліно — асистент аудіо зведення (Треки 1-2, 5) | - Памела Літткі — фотографія - Філіп Ліна мол. — музичний інженер запису (Трек 5) - Ерік Мадрид — асистент аудіо зведення (Треки 3, 6-7, 9-10) - Глен Маркес — аудіо зведення (Трек 4) - Манні Маррокін — аудіо зведення (Треки 3, 6-7, 9-10) - Адам Мессінгер — продюсер, оркестровка (Треки 9-10) - Джошуа Монрой — вокальний інженер запису Ludacris (Трек 1) - Монте Нойбл — додаткові клавішні (Трек 1) - Теріус «The-Dream» Неш — композитор, музичний продюсер (Трек 1) - Луїс Наварро — додатковий інженер запису (Трек 1) - Вейн Нюген — композитор (Трек 7) - Кріс "Tek" О'Раян — продакшн-інженер (Трек 3) - Грег Оган — вокальний продюсер Шона Кінгстона, вокальний інженер запису Шона Кінгстона (Трек 8) - Крістіан Плата — асистент аудіо зведення (Треки 3, 6-7, 9-10) - Кевін Портер — асистент інструментального запису (Трек 1) - Ванесса Прайс — перукар - Джеремі Рівз — композитор (Трек 2-3) - Л. А. Рейд — виконавчий продюсер - К. Рісто — композитор (Трек 7) - Тодд Рассел — мистецький напрям, дизайн - Келлі Шиан — інженер запису (Трек 1) - Торіан Шропшир — композитор (Трек 7) - The Stereotypes — музичний продюсер, музичний інженер запису (Треки 2-3) - Стів Сираво — вокальний інженер запису Шона Кінгстона, вокальний продюсер Шона Кінгстона (Трек 8) - К. «Трікі» Стюарт — композитор, музичний продюсер (Трек 1) - Браян «B-Luv» Томас — інженер запису (Трек 1) - Сем Томас — музичний інженер запису (Трек 6) - Пет Тралл — додатковий інженер запису (Треки 1-2, 4, 7, 9-10) - Дапо Торіміро — композитор, музичний продюсер (Трек 7) - Серхіо «Sergical» Цай — інженер запису (Трек 4) - Ашер — бек-вокал (Трек 2), виконавчий продюсер - Брюс Вейнн — музичний продюсер (Трек 7) - Джанет Вайт — артисти і репертуар - Р. Вотер — композитор (Трек 5) - Ендрю Веппер — інженер запису (Трек 1) - Крістін Янгст — арткоординатор, координатор фото - Джонатан Їп — композитор (Треки 2-3) - Фредерік Йоннет — гармоніка (Трек 4) |

## Чарт
| Чарт (2010)                                              | Найвища позиція |
| -------------------------------------------------------- | --------------- |
| Австралія Australian Albums (ARIA) [A]                   | 1               |
| Австрія Austrian Albums (Ö3 Austria) [B]                 | 2               |
| Бельгія Belgian Albums (Ultratop Flanders)               | 3               |
| Бельгія Belgian Albums (Ultratop Wallonia)               | 16              |
| Бразилія Brazilian Albums (ABPD)[A]                      | 1               |
| Канада Canadian Albums (Billboard)                       | 1               |
| Чехія Czech Albums (ČNS IFPI)                            | 30              |
| Данія Danish Albums (Hitlisten)                          | 7               |
| Нідерланди Dutch Albums (MegaCharts)                     | 4               |
| Європейський Союз European Top 100 Albums                | 3               |
| Фінляндія Finnish Albums (Suomen virallinen lista) [A]   | 13              |
| Франція French Albums (SNEP) [A]                         | 4               |
| Німеччина German Albums (Media Control)                  | 7               |
| Греція Greek Albums (IFPI)                               | 4               |
| Ірландія Irish Albums (IRMA) [B]                         | 1               |
| Італія Italian Albums (FIMI) [A]                         | 13              |
| Мексика Mexican Albums (Top 100 Mexico)                  | 2               |
| Нова Зеландія New Zealand Albums (Recorded Music NZ) [B] | 1               |
| Норвегія Norwegian Albums (VG-lista) [A]                 | 3               |
| Польща Polish Albums (ZPAV)                              | 9               |
| Португалія Portuguese Albums (AFP) [A]                   | 2               |
| Іспанія Spanish Albums (PROMUSICAE)                      | 1               |
| Швеція Swedish Albums (Sverigetopplistan) [A]            | 21              |
| Швейцарія Swiss Albums (Schweizer Hitparade)             | 9               |
| Велика Британія UK Albums (OCC) [B]                      | 3               |
| США Billboard 200                                        | 1               |

| Чарт (2010)                           | Позиція |
| ------------------------------------- | ------- |
| Австралія Australian Albums Chart[A]  | 12      |
| Канада Canadian Albums Chart          | 7       |
| США Billboard 200                     | 5       |
| Чарт (2011)                           | Позиція |
| Австралія Australian Albums (ARIA)[A] | 22      |
| США Billboard 200                     | 18      |

## Сертифікації
| Регіон                                                                                          | Сертифікація  | Продажі   |
| ----------------------------------------------------------------------------------------------- | ------------- | --------- |
| Австралія (ARIA)                                                                                | 3× Платиновий | 210 000^  |
| Бельгія (BEA)                                                                                   | Платиновий    | 30 000*   |
| Бразилія (ABPD)                                                                                 | 3× Платиновий | 120 000*  |
| Канада (Music Canada)                                                                           | 3× Платиновий | 240 000^  |
| РСАДПЗ (IFPI Середній Схід)                                                                     | Золотий       | 3000*     |
| Італія (FIMI)                                                                                   | Платиновий    | 60 000*   |
| Мексика (AMPROFON)                                                                              | 3× Платиновий | 180 000^  |
| Нова Зеландія (RIANZ)                                                                           | 2× Платиновий | 30 000^   |
| Швейцарія (IFPI Switzerland)                                                                    | Платиновий    | 30 000^   |
| США (RIAA)                                                                                      | 3× Платиновий | 3 300 000 |
| *продажі, що базуються лише на сертифікаціях ^відвантаження, що базуються лише на сертифікаціях |               |           |

## Історія випуску
| Країна          | Дата            | Лейбл           | Формат                   | Видання                           |
| --------------- | --------------- | --------------- | ------------------------ | --------------------------------- |
| Польща          | 19 березня 2010 | Universal Music | CD, цифрове завантаження | Стандартне, My Worlds             |
| Німеччина       | 19 березня 2010 | Universal Music | CD, цифрове завантаження | Стандартне, My Worlds             |
| Франція         | 22 березня 2010 | Universal Music | CD, цифрове завантаження | My Worlds                         |
| Світ            | 23 березня 2010 | Universal Music | CD, цифрове завантаження | My Worlds                         |
| Канада          | 23 березня 2010 | Universal Music | CD, цифрове завантаження | Стандартне                        |
| США             | 23 березня 2010 | Island Records  | CD, цифрове завантаження | Стандартне                        |
| Австралія       | 26 березня 2010 | Universal Music | CD                       | Стандартне                        |
| Велика Британія | 21 березня 2010 | Mercury Records | Цифрове завантаження     | My Worlds                         |
| Велика Британія | 22 березня 2010 | Mercury Records | CD                       | My Worlds                         |
| Бразилія        | 23 березня 2010 | Universal Music | CD, цифрове завантаження | My Worlds                         |
| Австралія       | 2 квітня 2010   | Universal Music | Стандартне               | Цифрове завантаження              |
| Австралія       | 23 квітня 2010  | Universal Music | CD, цифрове завантаження | My Worlds (Австралійське видання) |
| Японія          | 19 травня 2010  | Universal Music | CD, CD+DVD               | My Worlds                         |
| Світ            | 12 лютого 2016  |                 | Вініл                    | My World 2.0                      |

- My Worlds — це повторне видання My World з 10 новими треками.